# تپا علیا
تپا علیا روستایی است در شهرستان کوهرنگ، بخش بازفت، استان چهارمحال و بختیاری. این روستا در پنج کیلومتر روستای محمد اباد دهناش قرار دارد . که از طبیعت زیبا ودست نخورده ای برخوردار است.